# Felix Tauer
Felix Tauer (20. listopadu 1893 Plzeň – 17. března 1981 Praha) byl český orientalista a profesor, znalec dějin, kultury a jazyků Blízkého východu, Persie a Střední Asie. Je bratrem překladatelky a sochařky Marie Tauerové a diplomata, baskologa a spisovatele Norberta Tauera.

## Život
Při studiích češtiny a historie na pražské univerzitě se začal zabývat arabštinou, perštinou a turečtinou, které studoval u Rudolfa Dvořáka a Maxe Grünerta. Doktorát z historie získal v roce 1917 za práci Al-Valíd ibn Jazíd ibn Abdulmalik, umajjovský chalífa a básník. V letech 1921–22 studoval rukopisy v osmanských archivech v Istanbulu, kam se v následujících letech ještě několikrát vrátil. Habilitaci získal Tauer v roce 1925 v souvislosti s překlady knihy Tisíce a jedné noci. Od roku 1929 pak působil na Univerzitě Karlově, kde byl v roce 1945 jmenován profesorem dějin islámských zemí. Do penze odešel v roce 1965, i nadále se ale věnoval odborné práci a překladům.

## Oblasti zájmu
Přestože je Felix Tauer znám hlavně jako překladatel knihy Tisíce a jedné noci z arabštiny, odborně se zabýval především perskou literaturou a tureckou a perskou historiografií. Celoživotním tématem jeho práce pak byl vojevůdce Tamerlán a dějiny Střední Asie v době jeho vlády. Tauer vydal edice zásadních perských pramenů pro toto období (zejména dílo historika Hafíze Abru) a množství drobných překladů a souvisejících článků. Publikoval také texty týkající se perských a osmanských historických rukopisů, se kterými se seznámil během svých studijních pobytů v Istanbulu. Společně s dalšími československými historiky se Tauer podílel na knižní edici Dějiny lidstva, vydávané nakladatelstvím Melantrich, kde napsal kapitoly o vzniku islámu, dějinách arabského světa a muslimské Asie ve středověku. Posmrtně vydaná publikace Svět islámu (11984, 22006) je souhrnem jeho celoživotního vědeckého díla. Podává přehled nejen dějin muslimských zemí Blízkého a Středního východu od vzniku islámu po rozpad Osmanské říše, ale i muslimské kultury, vzdělanosti a umění.

### Odborná literatura
- Historie de la campagne du Sultan Suleyman Ier contra Belgrade en 1521 Praha: Nakladatelství Řivnáč pro FF UK. 1924
- Historie des conquêtes de Temerlan intitulée Zafarnâma, avec des additions empruntées au Zubdatu-t-tawārīḫ-i Bāysunġurī de Ḥāfiẓ-i Abrū Tome I: Texte Persan du Zafarnama. Praha: Orientální ústav 1937
- Islám a jeho rozpětí do konce doby umajjovské in: ŠUSTA, Josef a kol. Dějiny lidstva III. Základy středověku. Praha: Melantrich. 1937
- Dějiny a kultura islámu od poloviny VIII. století do počátku XIII. století in: PAULOVÁ, Milada; ŠUSTA, Josef; TAUER, Felix. Dějiny lidstva IV. Středověk vrcholný a stárnoucí. Část první. Praha: Melantrich. 1942
- Historie des conquêtes de Temerlan intitulée Zafarnâma, avec des additions empruntées au Zubdatu-t-tawārīḫ-i Bāysunġurī de Ḥāfiẓ-i Abrū, Tome II. Introduction commentaire index. Praha: Státní pedagogické nakladatelství 1957
- Cinq opuscules de Hāfiz-i Abrū concernanat l'historie do l'Iran au temps de Tamerlan Praha 1959
- Novoperská učená literatura od jejích začátků do konce XVIII. století in: J. Rypka a kol. Dějiny perské a tádžické literatury Praha: ČSAV. 1963 (Druhé vydání)
- Tausendundeine Nacht im Weltschrifttum als Gegenstand der Lektüre und Forschung. Insel-almanach auf das Jahr 1968. Frankfurt am Main. 1968
- Persian Learned Literature from the Beginnings to the End of the 18th Century, in: J. Rypka a kol. History of Iranian Literature Praha. ČSAV. 1968
- Svět islámu: Jeho dějiny a kultura Praha: Vyšehrad. 1984, druhé vydání 2006

### Překlady
- Pohádka o 'Alá'addínovi a kouzelné lampě, Kladno: Šnajdr. 1920, Druhé vydání Praha: SNKLU. 1961
- Kniha Tisíce a jedné noci, Praha: Aventinum. 1928-1934, šest dílů, vydání nedokončeno, protože nakladatelství zaniklo, sedmý a osmý díl vydán Československou akademií věd v letech 1954-1955
- Z pohádek Šahrazádiných, Praha: Evropský literární klub. 1948. Druhé vydání Praha: Sfinx. 1949
- Pravila Šahrazád, Praha: SNKLHU. 1955
- Kniha Tisíce a jedné noci, Praha: Československá akademie věd 1958-1963, osm dílů, druhé doplněné vydání
- Z vyprávění Šahrazádiných, Praha: Odeon. 1967
- Tisíc a jedna noc, Praha: Odeon. 1973-1975, pět dílů, třetí vydání (čtvrtý a pátý díl jsou doplněné o další příběhy z jiných edic arabského textu)
- Erotische Geschichten aus 1001 Nacht, Frankfurt am Main: Insel. 1983
- Tisíc a jedna noc, Praha: Ikar. 2001-2002, pět dílů, čtvrté vydání, 1. díl ISBN 80-7202-893-6, 2. díl ISBN 80-7202-967-3, 3. díl ISBN 80-7202-968-1, 4. díl ISBN 80-7202-969-X, 5. díl ISBN 80-7202-974-6
- Tisíc a jedna noc, Praha: Odeon. 2011, osm dílů, páté vydání